# Gioacchino Colombo
Gioachino Colombo (Legnano, Italia; 9 de enero de 1903 -,Milán, Italia; 27 de abril de 1988) fue un diseñador de motores de automoción italiano. Durante su carrera colaboró con las firmas automovilísticas Alfa Romeo, Ferrari (donde diseñó un exitoso motor de 12 cilindros en V), Maserati y Bugatti; permaneciendo en su última etapa profesional ligado al fabricante de motocicletas MV Agusta.

## Biografía

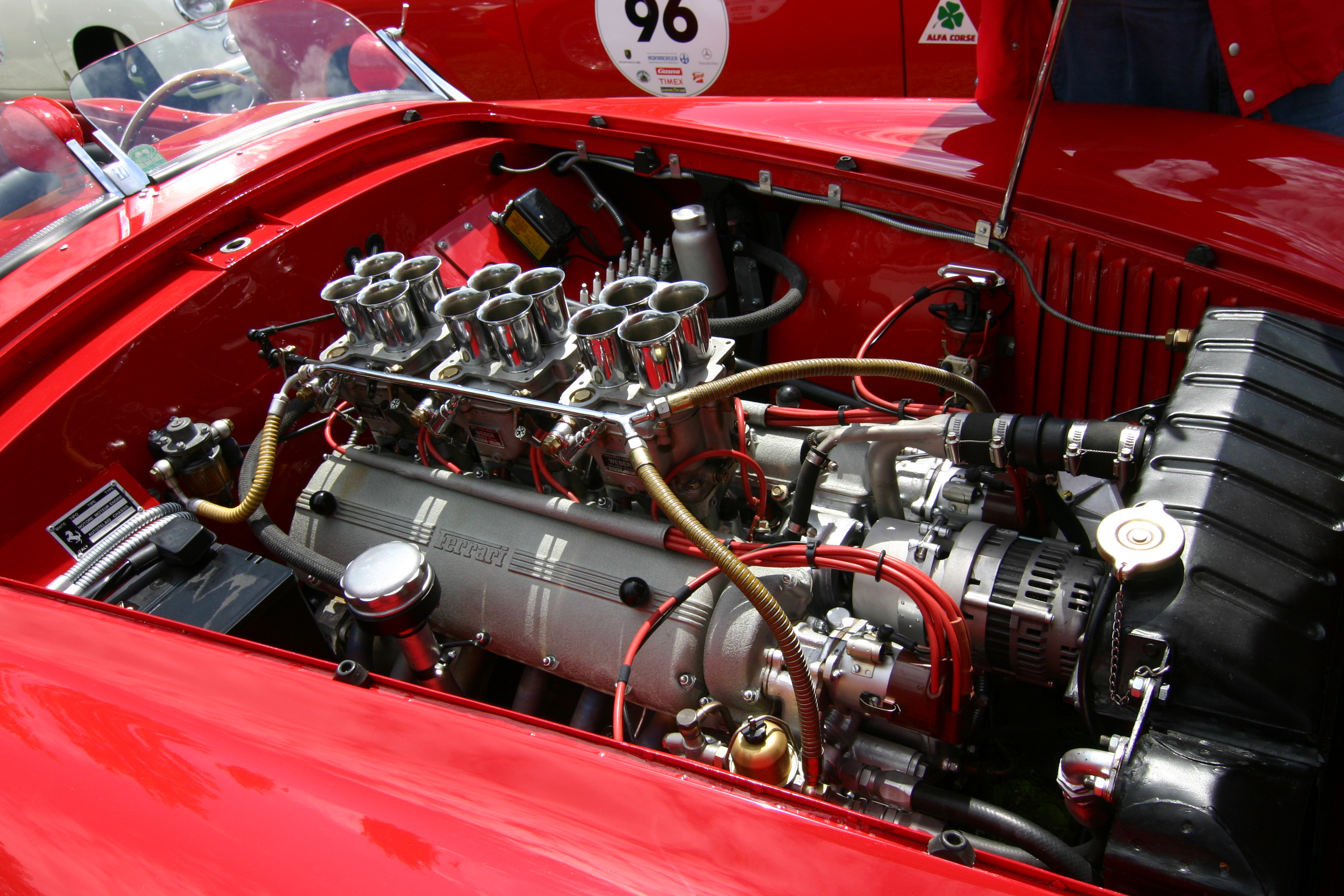
Motor de 2,6 litros del Ferrari 212, diseñado por Colombo

Colombo nació en Legnano. Comenzó a trabajar como aprendiz de Vittorio Jano en Alfa Romeo, y en 1937 diseñó el motor 158 para el Alfetta, lo que llamó la atención de Enzo Ferrari.
Ferrari le pidió a Colombo que diseñara un pequeño V12 para usar en los nuevos coches de carreras y de carretera de la marca Ferrari. El primer motor Ferrari-Colombo apareció el 11 de mayo de 1947. El gran trabajo de Colombo para Ferrari fue un pequeño V12 de 1,5 litros, utilizado por primera vez en el Tipo 125, el Tipo 159 y más adelante en los deportivos Ferrari 166 S. Este motor, conocido en los círculos de Ferrari como el "motor Colombo", fue fabricado para coches de carretera y de carreras de resistencia durante más de 40 años, con cilindradas de hasta 4,8 litros, incluyendo el propulsor de 3,0 litros utilizado en los Ferrari 250 de carreras, deportivos y GT.
Sin embargo, el motor de Colombo no tuvo tanto éxito en las carreras de Fórmula 1. Después de un sorprendente éxito inicial en el 166, el motor se sobrealimentó para su uso en la Fórmula 1, pero no funcionó bien. Ferrari cubrió varias posibilidades, como solía hacer, al contratar al diseñador rival Aurelio Lampredi para crear un gran V12 de aspiración atmosférica, que reemplazó al de Colombo. Posteriormente, el antiguo mentor de Colombo, Vittorio Jano, llegó a Ferrari y desplazó el trabajo de ambos hombres.
Colombo dejó Ferrari en 1950 y regresó a Alfa Romeo, donde supervisó la actividad en las carreras de la compañía, incluido el éxito ese mismo año de Nino Farina, y en 1951 de Juan Manuel Fangio. En 1953, Colombo recurrió a Maserati y creó el 250F para las carreras del Grand Prix. Dos años después, se incorporó a la recientemente renovada Bugatti para trabajar en el Bugatti Type 251, un prototipo fracasado.
Posteriormente trabajaría para MV Agusta entre 1957 y 1970.
Colombo murió en Milán en 1988.